# Avinurme
Avinurme (Avinurme vald) war eine Landgemeinde im Kreis Ida-Viru im Nordosten Estlands.

## Beschreibung
Die Landgemeinde hatte eine Fläche von 193,6 km². In ihr lebten 1443 Einwohner (Stand 2012).
Die Gemeinde erhielt seinen Namen nach dem 48 Kilometer langen Fluss Avijõgi. Größter Wirtschaftszweig war die Holzindustrie. Beide Elemente sind im Wappen der Landgemeinde wiedergegeben.

## Dörfer
Neben dem Hauptort Avinurme gehörten zur Landgemeinde die Dörfer Adraku, Änniksaare, Alekere, Kaevussaare, Kiissa, Kõrve, Kõrvemetsa, Kõveriku, Laekannu, Lepiksaare, Maetsma, Paadenurme, Sälliksaare, Tammessaare, Ulvi und Vadi.